# Ліхтенштейн на зимових Олімпійських іграх 2002
Ліхтенштейн брав участь у Зимових Олімпійських іграх 2002 року в Солт-Лейк-Сіті (США), але не завоював жодної медалі. Князівство представляли 8 спортсменів у 2-х видах спорту: гірськолижному спорті та лижних перегонах.

### Гірськолижний спорт
Чоловіки
| Спортсмен      | Змагання                | 1-а гонка | 2-а гонка | Підсумок | Підсумок |
| Спортсмен      | Змагання                | Час       | Час       | Час      | Місце    |
| -------------- | ----------------------- | --------- | --------- | -------- | -------- |
| Марко Бюхель   | Швидкісний спуск        |           |           | 1:41.86  | 29       |
| Юрген Гаслер   | Швидкісний спуск        |           |           | 1:41.76  | 26       |
| Міхаель Ріглер | Супергігантський слалом |           |           | DNF      | —        |
| Юрген Гаслер   | Супергігантський слалом |           |           | DNF      | —        |
| Марко Бюхель   | Супергігантський слалом |           |           | 1:23.52  | 13       |
| Міхаель Ріглер | Гігантський слалом      | 1:16.16   | 1:14.58   | 2:30.74  | 35       |
| Ахім Фогт      | Гігантський слалом      | 1:14.84   | 1:12.74   | 2:27.58  | 23       |
| Маркус Ганаль  | Гігантський слалом      | 1:14.70   | 1:13.22   | 2:27.92  | 27       |
| Марко Бюхель   | Гігантський слалом      | 1:13.67   | 1:12.22   | 2:25.89  | 17       |
| Маркус Ганаль  | Слалом                  | 51.85     | DNF       | DNF      | —        |

Жінки
| Спортсмен             | Змагання           | 1-а гонка | 2-а гонка        | Підсумок         | Підсумок |
| Спортсмен             | Змагання           | Час       | Час              | Час              | Місце    |
| --------------------- | ------------------ | --------- | ---------------- | ---------------- | -------- |
| Бріджит Хееб-Батлінер | Гігантський слалом | 1:17.29   | дискваліфікована | дискваліфікована | —        |

### Лижні перегони
Чоловіки
Спрінт
| Спортсмен     | Кваліфікаційний раунд | Кваліфікаційний раунд | Чвертьфінал | Чвертьфінал | Півфінал   | Півфінал   | Фінал      | Фінал               |
| Спортсмен     | Час                   | Місце                 | Час         | Місце       | Час        | Місце      | Час        | Фінальний результат |
| ------------- | --------------------- | --------------------- | ----------- | ----------- | ---------- | ---------- | ---------- | ------------------- |
| Штефан Кунц   | 2:55.91               | 23                    | не пройшов  | не пройшов  | не пройшов | не пройшов | не пройшов | не пройшов          |
| Маркус Гаслер | 2:53.74               | 15 Q                  | 2:53.3      | 3           | не пройшов | не пройшов | не пройшов | не пройшов          |

Переслідування
| Спортсмен     | 10 км — класичний стиль | 10 км — класичний стиль | 10 км — фристайл | 10 км — фристайл    |
| Спортсмен     | Час                     | Міце                    | Час              | Фінальний результат |
| ------------- | ----------------------- | ----------------------- | ---------------- | ------------------- |
| Штефан Кунц   | 28:01.4                 | 42 Q                    | 26:14.2          | 43                  |
| Маркус Гаслер | 27:52.1                 | 41 Q                    | 25:07.3          | 26                  |

| Змагання              | Спортсмен     | Гонка     | Гонка |
| Змагання              | Спортсмен     | Час       | Місце |
| --------------------- | ------------- | --------- | ----- |
| 30 км фристайл        | Штефан Кунц   | 1'15:56.8 | 31    |
| 30 км фристайл        | Маркус Гаслер | 1'14:47.0 | 25    |
| 50 км класичний стиль | Маркус Гаслер | 2'20:31.8 | 36    |